# Las dos caras de Ana
 (срп. Анина два лица) мексичко-америчка је теленовела, продукцијских кућа Телевиса и Фоновидео, снимана 2006.

## Синопсис
Ана Ескудеро живи у Мајамију са мајком Хулијом и братом Фабијаном. Иако поседује глумачки таленат, сиромаштво је спречава да упише академију. Док машта о светлима рефлектора, брине се о богатој старици Грасијели Салгадо, баки две хировите унуке. Будући да јој је Ана прирасла срцу, Грасијела јој омогућава да се појави на аудицији у престижној школи драмских уметности. Тамо упознаје Густава Галвана, који баш попут ње, чезне да буде глумац.
Једног кобног поподнева на Аниног брата Фабијана колима налеће Игнасио, старији син милионера Умберта Бустаманте. Бежи с места несреће, игноришући молбе свог брата Висентеа, који је био с њим у возилу. Умберто успева да заташка случај и одбија да помогне Фабијану, који остаје везан за колица. Очајне и бесне, Ана и Хулија обавештавају медије о свему.
Верујући да ће отићи у затвор, Игнасио подмеће пожар у Аниној кући, мислећи да је она унутра са мајком. Али, ватрена стихија уместо Ане односи Фабијанову девојку Марсију. Страхујући за живот своје неговатељице, Грасијела одлучује да помогне Ани и шаље је у Њујорк, а Марсију сахрањује под њеним именом. За цео свет, Ана Ескудеро је од тада мртва.
За све то време, Густаво није могао да избаци из главе плавушу коју је упознао на аудицији. Запослио се као баштован, јер га је богати отац избацио из куће када је чуо да хоће да буде глумац. Упознао је Грасијелину унуку Ирене, која је, сазнавши да је милионер, контактирала са његовим оцем и обећала му да ће га удаљити од глуме.
Пролазе две године, Фабијан умире од последица несреће, а Ана се враћа у Мајами. Поново среће Густава, који још није добио ниједну улогу захваљујући очевим и Ирениним сплеткама. Схвативши да је заљубљен у Ану, он раскида са Ирене, а Ана у његовом наручју налази спокој и љубав.
Међутим, Ана се заклела да ће осветити мајчину и братову смрт. Зато уз Грасијелину помоћ постаје Марсија Ласкано, софистицирана, хладна и прорачуната лепотица, која улази у живот Бустамантеових — жели да се Умберто и његови синови заљубе у њу, чиме ће разорити њихову породицу. Но, оно што Ана не зна јесте да јој је Ирене за петама, те да би је освета могла коштати Густавове љубави. Наиме, Густаво Галван уметничко је име Рафаела Бустамантеа, трећег сина милионера Умберта.

## Улоге
| Глумац                  | Улога                        |
| ----------------------- | ---------------------------- |
| Ана Лајевска            | Ана Ескудеро Марсија Ласкано |
| Рафаел Амаја            | Густаво Галван Бустаманте    |
| Алекса Дамјан           | Ирене Алкараз                |
| Маурисио Аспе           | Игнасио Бустаманте           |
| Марија Рубио            | доња Грасиела Салгадо        |
| Франсиско Рубио         | Висенте Бустаманте           |
| Сокоро Бониља           | Хулија Виванко               |
| Александра Гања         | Тина Бониља                  |
| Ектор Саез              | Дионисио Хименез             |
| Ракел Морел             | Ребека                       |
| Тоњо Маури              | Адријан Понсе                |
| Алисон Лосано           | Паулина Гарден Дуран         |
| Мигел Анхел Бијађио     | Фабијан                      |
| Марија Фернанда Гарсија | Кристина                     |
| Грасијела Бернадос      | Аурора                       |
| Сусана Дисајаз          | Софија Ортега                |
| Маријана Уердо          | Клаудија                     |
| Вилијам Колменарес      | Ото                          |
| Ивелин Хиро             | Наталија                     |
| Исмаел де ла Роса       | Ерик                         |
| Лилијана Родригез       | Каталина Кати                |
| Мелвин Кабарера         | Лео                          |
| Едуардо Ривера          | Маркос                       |
| Хана Зеа                | Вања                         |
| Кати Серано             | Елиса                        |
| Валентина Бове          | Лаура                        |